# 16 iulie
ianuarie • februarie • martie  • aprilie  • mai  • iunie  • iulie  • august  • septembrie  • octombrie  • noiembrie  • decembrie
16 iulie este a 197-a zi a calendarului gregorian și a 198-a zi în anii bisecți. Mai sunt 168 de zile până la sfârșitul anului.

## Evenimente

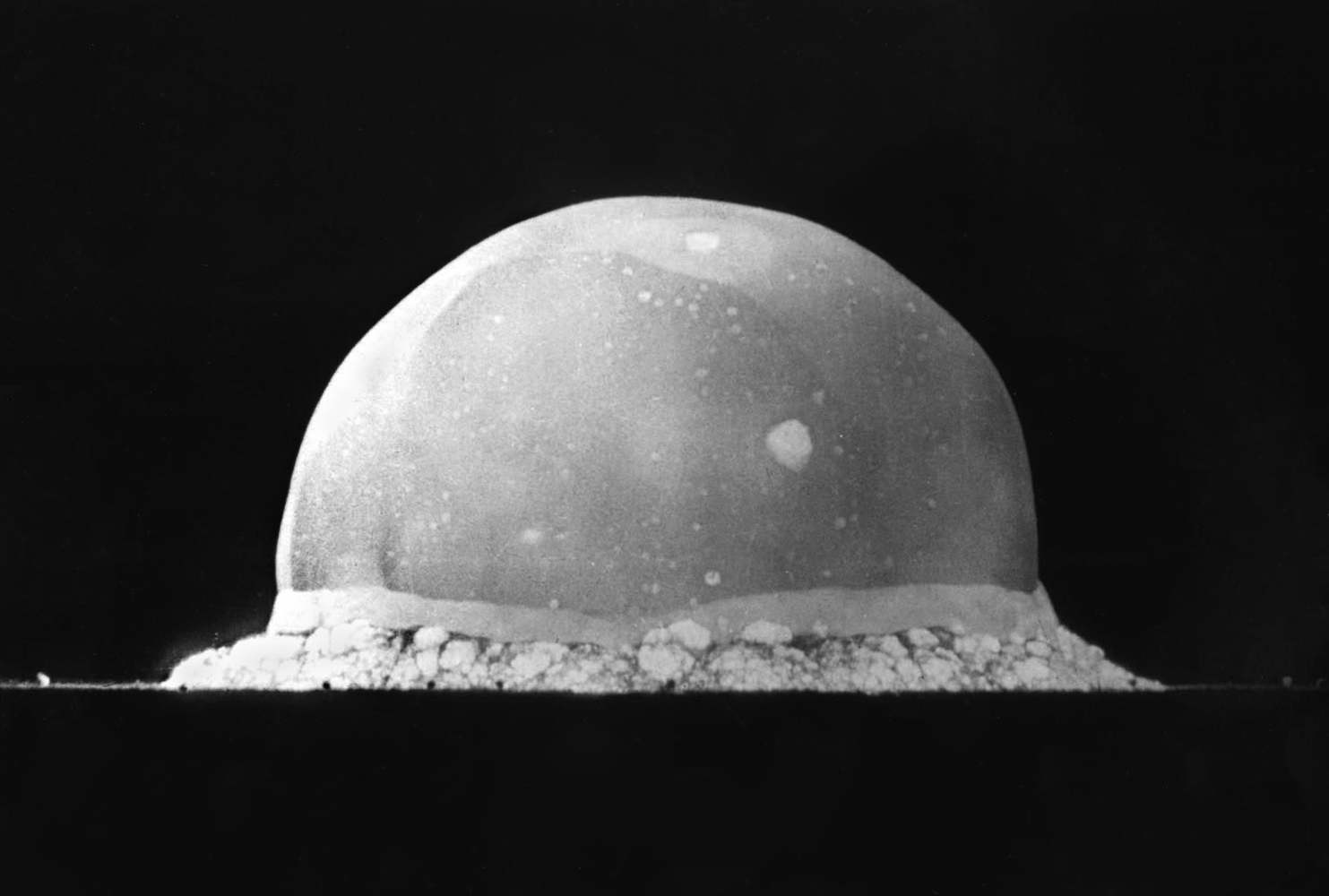
1945: Testul Trinity primul test al unei bombe atomice.

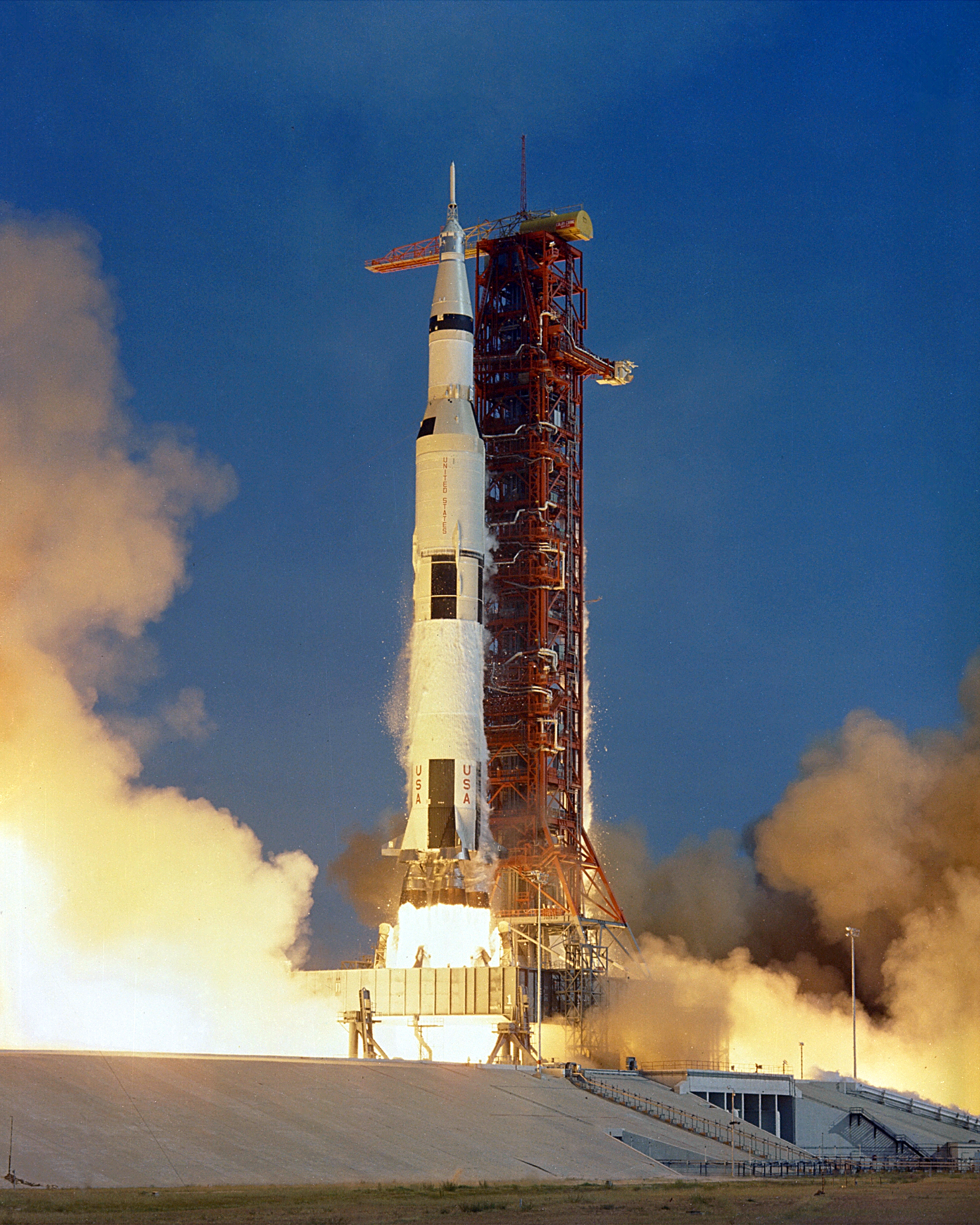
1969: Lansarea misiunii Apollo 11, prima misiune cu echipaj uman care urmează să aterizeze pe Lună.

- 1054: Marea Schismă dintre bisericile creștine occidentale și bisericile orientale de rit bizantin.
- 1228: Canonizarea Sfîntului Francisc de Assisi.[1]
- 1264: Prima mențiune documentară a orașului Bistrița.
- 1377: Încoronarea regelui Richard al II-lea al Angliei.[2]
- 1544: Filip Moldoveanul a tipărit la Sibiu Catehismul Luteran, prima carte tipărită în limba română.
- 1661: Banca suedeză "Stockholms Banco" emite primele bancnote din Europa. Acestea au purtat numele de Kreditivsedlar.
- 1782: La Burgtheater are loc premiera operei Răpirea din serai de Wolfgang Amadeus Mozart.
- 1898: Începe vizita oficială a regelui Carol I al României la Sankt Petersburg. Este prima vizită a unui șef de stat român în Rusia, după cucerirea independenței. (16/28 - 19/31)
- 1909: Șahul Persiei Mohammad Ali Shah Qajar este obligat să abdice și înlocuit cu fiul său, Ahmad Shah Qajar.
- 1920: „Acordul de la Spa" privind reparațiile datorate de Germania puterilor învingătoare din Primul Război Mondial. României i-a fost repartizată  o cotă de 1% din totalul reparațiilor germane și 10,55% din cele orientale (de la Ungaria, Austria și Bulgaria).
- 1921: A avut loc primul Congres al medicilor din România, prezidat de prof. dr. Ioan Cantacuzino. (16-23)
- 1945: Proiectul Manhattan: În deșertul Alamogordo din SUA a avut loc primul test al unei bombe atomice „Trinity Test", în care s-au folosit șase kilograme de plutoniu și care a declanșat o explozie echivalentă cu puterea a 19 kilotone de TNT; ca urmare a exploziei, suportul de lansare a fost pulverizat, iar nisipul, pe o rază de 700 metri, calcinat.
- 1951: Controversatul rege Leopold al III-lea al Belgiei din cauza comportamentului său în timpul ocupației germane din Belgia, abdică în favoarea fiului său, Baudouin I al Belgiei.
- 1951: Este publicat romanul autorului american J.D. Salinger, De veghe în lanul de secară.[3] Aproximativ un milion de exemplare sunt vândute în fiecare an, cu vânzări totale de peste 65 de milioane de cărți.[4]
- 1961: Atleta Iolanda Balaș, multiplă campioană,  a stabilit, într-un concurs desfășurat la Sofia (Bulgaria), al 14-lea și ultimul record mondial al său la săritura în înălțime: 1,91 m.
- 1965: Charles de Gaulle și președintele Italiei, Giuseppe Saragat inaugurează tunelul de sub Mont Blanc, care leagă localitatea franceză Chamonix de cea italiană Aosta; considerat, la inaugurare, cel mai lung tunel din lume (11600 m), în prezent ocupă locul al patrulea.
- 1969: Programul Apollo: Apollo 11, prima misiune cu echipaj uman care urmează să aterizeze pe Lună, este lansat de la Kennedy Space Center din Cape Canaveral, Florida.
- 1979: Președintele irakian, Ahmed Hassan al-Bakr demisionează și este înlocuit cu Saddam Hussein.
- 1981: Mahathir Mohamad preia funcția de prim-ministru al Malaeziei.
- 1990: În Ucraina a fost adoptată "Declarația privind suveranitatea de stat".
- 1992: A avut loc prima ședință a "Consiliului Național al Audiovizualului", în cadrul căreia Titus Raveica  a fost ales președinte.
- 1994: Cometa Shoemaker-Levy 9 este distrusă într-o coliziune frontală cu Jupiter.[5]
- 1999: John F. Kennedy, Jr., care pilota un avion Piper Saratoga, moare când avionul său s-a prăbușit în Oceanul Atlantic. Soția lui, Carolyn Bessette Kennedy, și cumnata lui, Lauren Bessette, de asemenea, au murit.
- 2000: Ultima eclipsă de lună a secolului XX.

## Nașteri
- 1486: Andrea del Sarto, pictor italian (d. 1530)
- 1611: Cecilia Renata de Austria (d. 1644)
- 1723: Joshua Reynolds, pictor britanic, primul președinte al Royal Academy of Arts (d. 1792)
- 1746: Giuseppe Piazzi, astronom italian, matematician și teolog (d. 1826)
- 1776: Ludwig Heinrich Bojanus, medic și naturalist german (d. 1827)
- 1796: Jean-Baptiste Camille Corot, pictor francez (d. 1875)
- 1804: Adrien Dauzats, pictor francez (d. 1868)

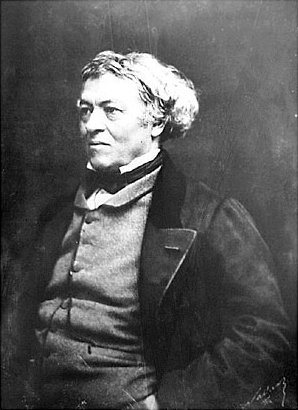
Jean-Baptiste Camille Corot, pictor francez
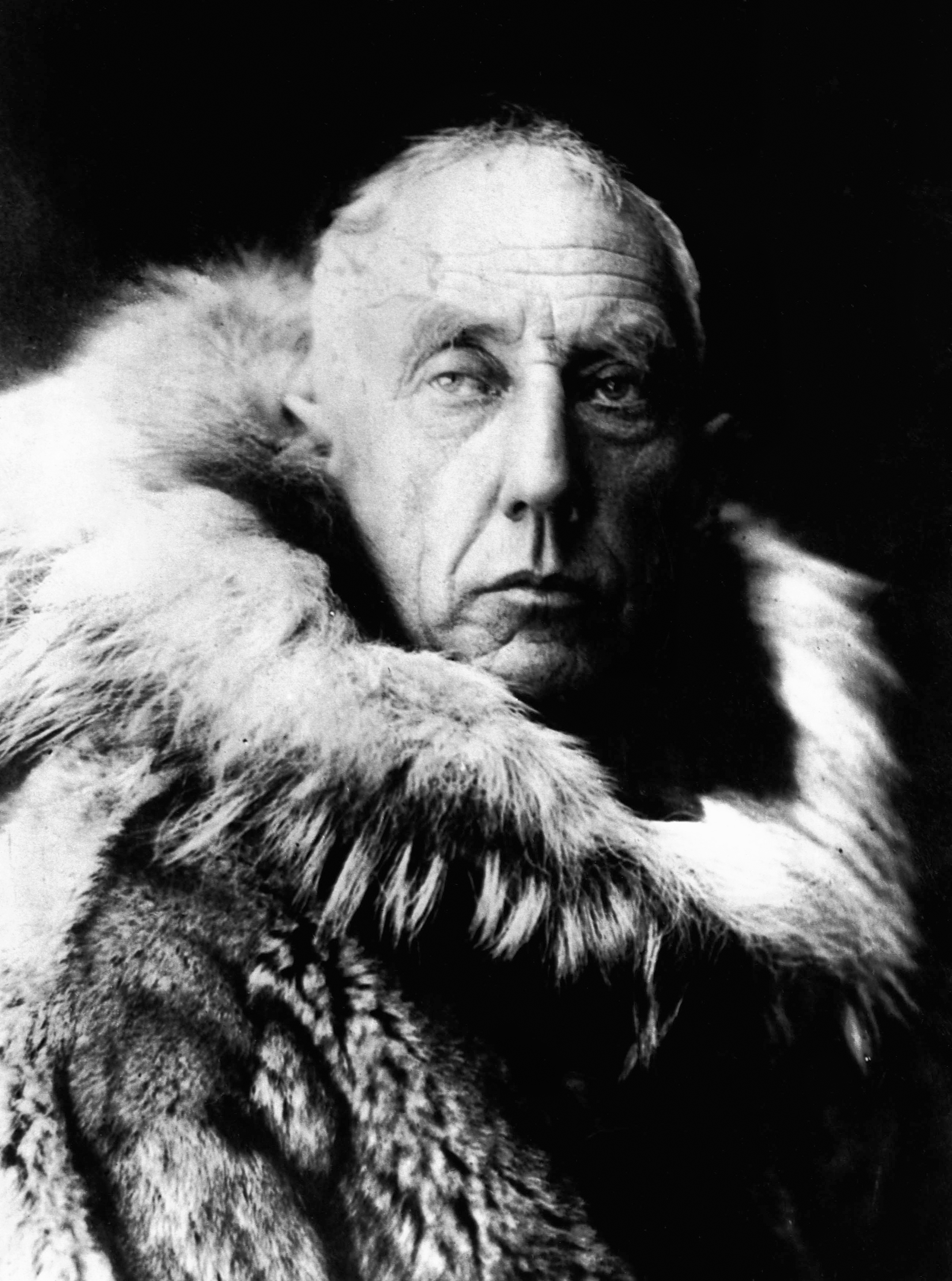
Roald Amundsen, explorator norvegian
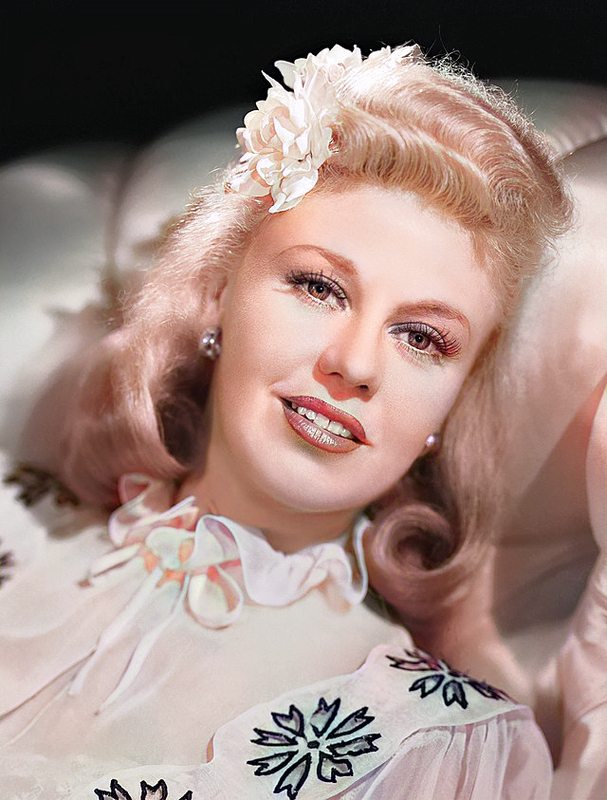
Ginger Rogers, actriță și dansatoare americană

- 1843: Maxime Cornu, botanist și micolog francez (d. 1901)
- 1872: Dimitrie Anghel, scriitor  român (d. 1914)
- 1872: Roald Amundsen, explorator norvegian (d. 1928)
- 1888: Frits Zernike, fizician olandez, laureat al Premiului Nobel (d. 1966)
- 1896: Trygve Lie, ministru norvegian și primul Secretarul General al Națiunilor Unite (d. 1968)
- 1902: Gheorghe Călugăreanu, matematician român (d. 1976)
- 1903: Fritz Bauer, judecător și procuror german (d. 1966)
- 1907: Barbara Stanwyck, actriță americană (d. 1990)
- 1911: Ginger Rogers, actriță și dansatoare americană (d. 1995)
- 1926: Irwin Rose, biochimist american (d. 2015)
- 1933: Gheorghe Cozorici, actor român (d. 1993)
- 1936: Sergiu Adam, poet, prozator și traducător român (d. 2015)
- 1936: Yasuo Fukuda, prim-ministru japonez
- 1940: Tiberiu Ceia, cântăreț român de muzică populară (d. 2023)
- 1941: Dag Solstad, autor norvegian
- 1943: Reinaldo Arenas, scriitor cubanez (d. 1990)
- 1945: Virgil Tănase, scriitor român, stabilit la Paris după 1977
- 1948: Lars Lagerbäck, antrenor de fotbal suedez
- 1957: Mioara Pitulice, cântăreață română de muzică populară
- 1958: Michael Flatley, dansator, coregraf și actor american
- 1964: Miguel Indurain, ciclist spaniol, campion olimpic
- 1968: Larry Sanger, filozof american
- 1969: Sahra Wagenknecht, politiciană germană și autoare
- 1976: Șerban Huidu, prezentator român de radio și televiziune
- 1980: Jesse Jane, model american și actriță de filme porno (d. 2024)
- 1982: Anca Ionescu, handbalistă română
- 1988: Sergio Busquets, fotbalist spaniol
- 1989: Gareth Bale, fotbalist galez
- 1990: James Maslow, cântăreț, dansator american (Big Time Rush)

## Decese
- 1216: Papa Inocențiu al III-lea (n. 1160)
- 1342: Carol Robert de Anjou (n. 1288)
- 1557: Anne de Cleves, a patra soție a regelui Henric al VIII-lea al Angliei (n. 1515)
- 1576: Isabella de' Medici, ducesă de Bracciano (n. 1542)
- 1633: Johann Casimir, Duce de Saxa-Coburg (n. 1564)
- 1662: Alfonso al IV-lea d'Este, Duce de Modena (n. 1634)
- 1663: Wilhelm al VI-lea, Landgraf de Hesse-Kassel (n. 1629)

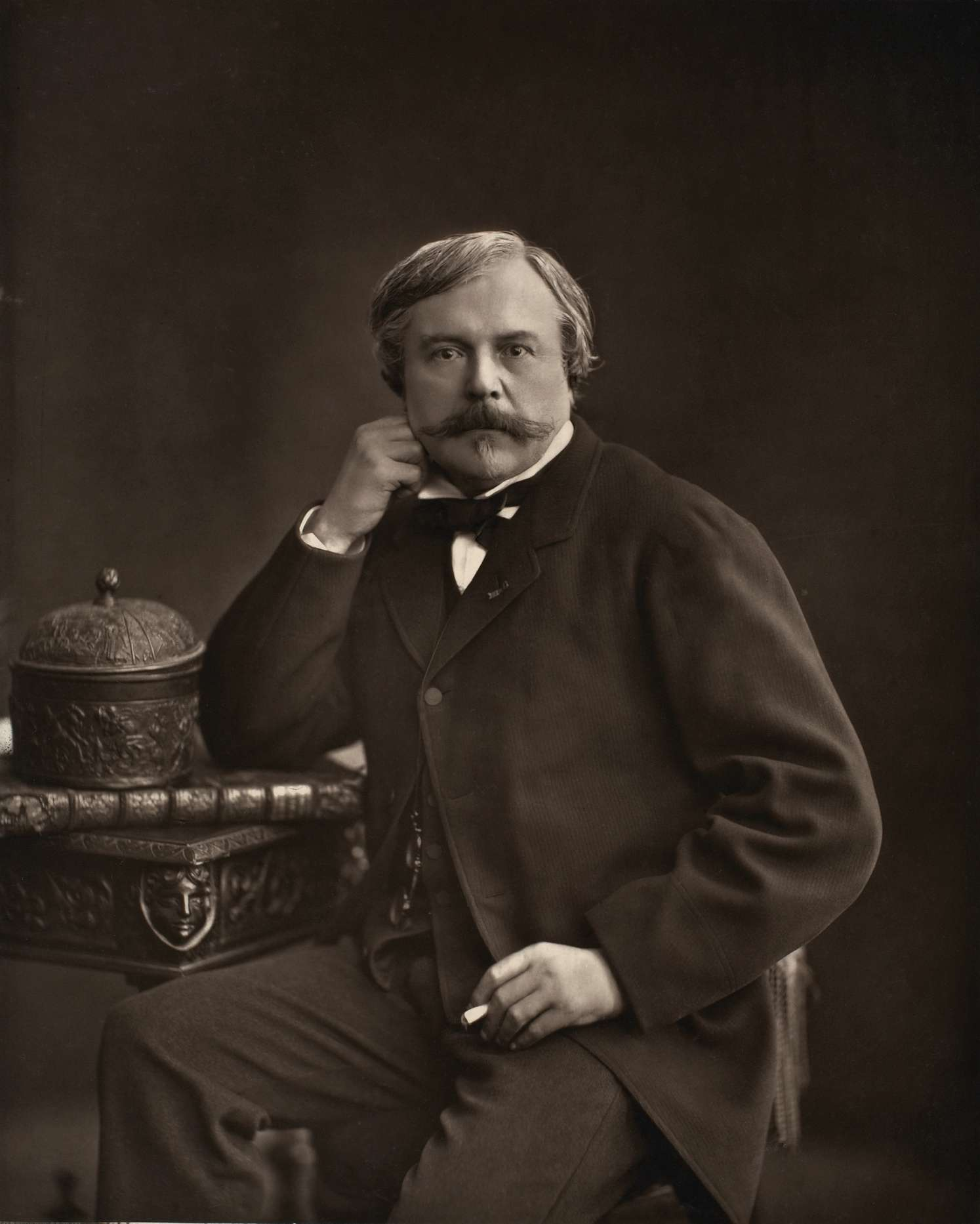
Edmond de Goncourt, scriitor francez
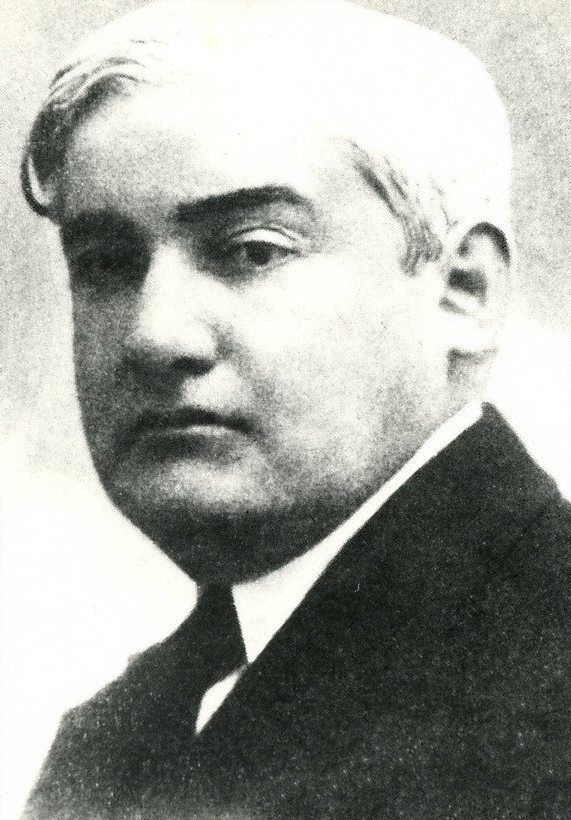
Eugen Lovinescu, critic și istoric literar român
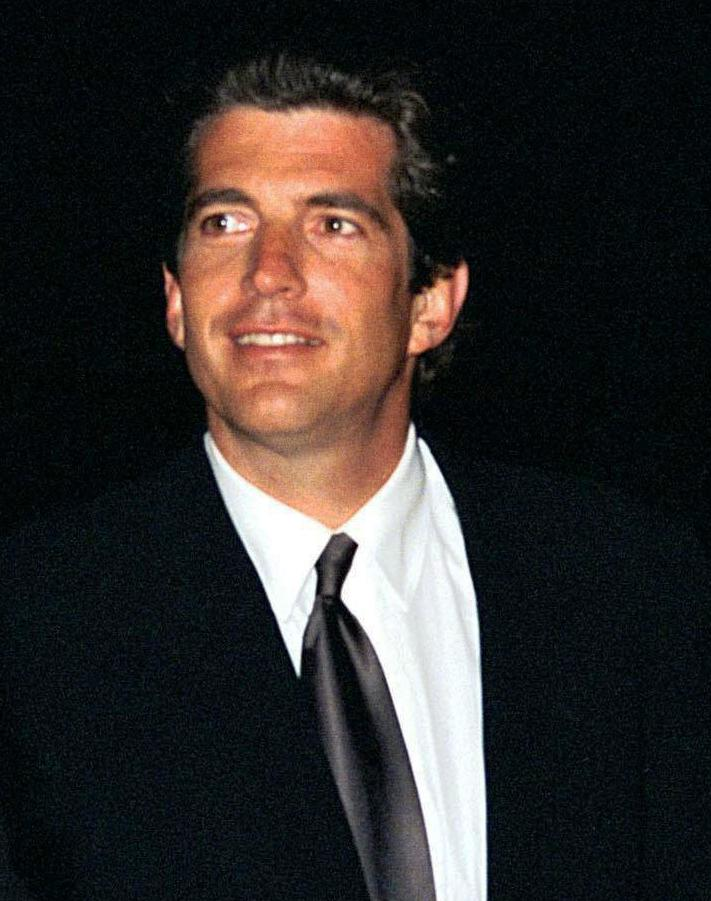
John F. Kennedy Jr., avocat american, fiul președintelui John F. Kennedy

- 1782: Louisa Ulrika a Prusiei, soția regelui Adolf Frederick al Suediei (n. 1720)
- 1833: Pierre-Narcisse Guérin, pictor francez (n. 1774)
- 1887: Laurent-Guillaume de Koninck, paleontolog și chimist belgian (n. 1809)
- 1895: Henri-Pierre Picou, pictor francez (n. 1824)
- 1896: Edmond de Goncourt, scriitor francez (n. 1822)
- 1924: Marius Borgeaud, pictor elvețian (n. 1861)
- 1943: Eugen Lovinescu, critic și istoric literar român (n. 1881)
- 1946: Charlotte de Schaumburg-Lippe, a doua soție a regelui Wilhelm al II-lea de Württemberg (n. 1864)
- 1949: Viaceslav Ivanov, poet rus (n. 1866)
- 1959: Henri Pourrat, scriitor francez (n. 1887)
- 1985: Heinrich Böll, scriitor german, laureat Nobel (n. 1917)
- 1989: Nicolas Guillén, poet spaniol (n. 1902)
- 1989: Herbert von Karajan, dirijor austriac (n. 1908)
- 1993: Traian Coșovei, prozator și poet român (n. 1954)
- 1994: Julian S. Schwinger, fizician american, laureat Nobel (n. 1918)
- 1999: Dan Sava, comedian român, membru al grupului de umor Vacanta Mare (n. 1966)
- 1999: John F. Kennedy Jr., avocat american, fiul președintelui John F. Kennedy (n. 1960)
- 2003: Carol Shields, scriitoare canadiană (n. 1935)
- 2005: Harald Alexandrescu, astronom român (n. 1945)
- 2012: Jon Lord, muzician britanic (Deep Purple) (n. 1941)
- 2012: Theodor Negrescu, inginer de sunet român (n. 1931)
- 2020: George Paul Avram, actor român (n. 1940)
- 2023: Jane Birkin, actriță de origine britanică (n. 1946)

## Sărbători
- Franța -- Ziua memoriei naționale (stabilită de președintele Franței, François Mitterrand în 1993, pentru comemorarea evreilor închiși pe velodromul de iarnă (Velodrom d'Hiver) și trimiși la Auschwitz)
- În calendarul romano-catolic -- Sfânta Fecioară Maria de pe Muntele Carmel